# كولن موريسون
كولن موريسون (بالإنجليزية: Colin Morrison)‏ هو صحفي أسترالي، ولد في 1951.